# Allan Alaalatoa
Allan Emani Alaalatoa (Sydney, 28 gennaio 1994) è un rugbista a 15 australiano, che gioca come pilone nei Brumbies in Super Rugby.

## Biografia
Alaalatoa nacque a Sydney da una famiglia di rugbisti samoani. Il padre Vili rappresentò Samoa alla Coppa del Mondo di rugby 1991, mentre il fratello maggiore Michael vestì la maglia della nazionale oceanica nella Coppa del Mondo di rugby 2019. Allan si formò rugbisticamente al Newington College presso la sua città natia.
Alaalatoa fece il suo esordio professionistico nello Shute Shield, il campionato dello stato australiano del Nuovo Galles del Sud, giocato con la maglia dei Southern Districts nelle stagioni 2013 e 2014. Proprio nel 2014 fu inserito nella squadra estesa dei Brumbies per disputare il Super Rugby, torneo nel quale debuttò nella partita dei playoff contro i Chiefs; successivamente scese anche in campo nella semifinale persa contro i Waratahs, futuri campioni. A partire dal Super Rugby 2015 entrò in pianta stabile nella formazione della franchigia australiana con la quale, nel marzo 2016, annunciò il prolungamento del contratto fino al termine della stagione 2019. Tra il 2014 ed il 2016 disputò, inoltre, tre edizioni del National Rugby Championship con i Canberra Vikings, club con il quale giunse fino alla finale nel 2015. All'inizio dell'annata 2020, fu nominato capitano dei Brumbies che guidò alla vittoria del Super Rugby AU 2020, competizione creata dopo la sospensione del Super Rugby 2020 a causa della Pandemia di COVID-19.
A livello internazionale, Alaalatoa ha disputato tre edizioni del Campionato mondiale giovanile di rugby (2012, 2013 e 2014) con la maglia della nazionale australiana di categoria. Nell'estate del 2016 il commissario tecnico dell'Australia Michael Cheika lo convocò nella squadra preparatoria per affrontare l'Inghilterra durante il tour australe dei britannici, ma per il debutto con la nazionale dovette aspettare la partita contro la Nuova Zelanda valida per la prima giornata del The Rugby Championship 2016. Successivamente giocò altri otto incontri fino a fine anno, ottenendo la sua prima presenza come titolare nella sfida contro la Francia nel corso del tour europeo di novembre. Il suo utilizzo fu costante nelle successive due stagioni dove mancò solamente cinque incontri sui ventisette disputati dai Wallabies. Nel 2019 fu incluso nei convocati per la Coppa del Mondo di rugby 2019, torneo nel quale giocò quattro partite, tra cui il quarto di finale perso contro l'Inghilterra. Il nuovo selezionatore Dave Rennie gli dette subito fiducia schierandolo in tutti gli incontri del suo primo anno di gestione.

## Palmarès
- Super Rugby AU: 1
Brumbies: 2020